# چیویلکوی
چیویلکوی (به اسپانیایی: Chivilcoy) شهری در کشور آرژانتین، استان بوئنوس آیرس است که در سال ۲۰۰۹ میلادی، حدود ۵۲٬۹۳۸ نفر جمعیت داشته است.